# Rachel Goh
Pour les articles homonymes, voir Goh.
Rachel Goh, née le 14 avril 1986 à Melbourne en Australie, est une nageuse australienne spécialisée dans la nage en dos. Aux championnats du monde de natation en petit bassin de Dubaï, elle a été médaillée d'argent en 50 m dos et de bronze avec l'équipe australienne dans le 4 × 100 m 4 nages.

## Palmarès

### Championnats du monde
Lors des championnats du monde en petit bassin qui se sont tenus à Dunaï en 2010, Rachel Goh participe aux 50 m dos, 100 m dos et au relais 4 × 100 m 4 nages (en dos).
Dans le 50 m dos, elle est première de sa série, puis deuxième de sa demi-finale et enfin obtient la médaille d'argent en 26 s 54. Dans le 100 m dos, elle termine 5e de la finale en 57 s 36.
Dans le 100 m 4 nages, elle nage les 100 m en dos en 27 s 39, et permet à l'équipe australienne de décrocher la médaille de bronze. Dans le dos, la nageuse la plus rapide de ce relais a été Jing Zhao en 56 s 52, suivie de Natalie Coughlin en 56 s 83.
| Médaille | Compétition | Épreuve           | Temps équipe  | Temps perso   | Lieu               | Date             |
| Argent   | 2010        | 50 m Dos          | --            | 26 s 54       | Dubaï (E.A.U.)     | 19 décembre 2010 |
| Argent   | 2012        | 4 × 100 m 4 nages | 3 min 50 s 88 | --            | Istanbul (Turquie) | décembre 2012    |
| Bronze   | 2010        | 4 × 100 m 4 nages | 3 min 48 s 88 | 57 s 39 (dos) | Dubaï (E.A.U.)     | 15 décembre 2010 |

## Meilleurs temps personnels
Les meilleurs temps personnels établis par Rachel Goh dans les différentes disciplines sont détaillés ci-après.
| Épreuve                   | Bassin | Temps         | Compétition                       | Lieu            | Date            |
| 50 m nage libre           | 50 m   | 26 s 72       | Nations Cup                       | Victoria (CAN)  | 5 août 2010     |
| 100 m nage libre          | 50 m   | 58 s 01       | Sectional Championships           | Georgia (USA)   | 13 juillet 2008 |
| 200 m nage libre          | 50 m   | 2 min 06 s 06 | Eric Namesnik Memorial Grand Prix | Ann Arbor (USA) | 18 mai 2007     |
| 50 m dos                  | 50 m   | 29 s 18       | Championnats du Canada            | Victoria (CAN)  | 29 juillet 2010 |
| 100 m dos                 | 50 m   | 1 min 01 s 43 | Nations Cup                       | Victoria (CAN)  | 6 août 2010     |
| 200 m dos                 | 50 m   | 2 min 16 s 36 | Telstra Australian Champi         | Sydney          | 20 mars 2010    |
| 50 m papillon             | 50 m   | 28 s 72       | Telstra Australian Champi         | Sydney          | 16 mars 2010    |
| 100 m papillon            | 50 m   | 1 min 03 s 82 | Sectional Championships           | Georgia (USA)   | 12 juillet 2008 |
| 200 m 4 nages             | 50 m   | 2 min 27 s 30 | Eric Namesnik Memorial Grand Prix | Ann Arbor (USA) | 17 mai 2007     |
| 50 m nage libre (relais)  | 50 m   | 25 s 87       | Nations Cup                       | Victoria (CAN)  | 6 août 2010     |
| 100 m nage libre (relais) | 50 m   | 57 s 90       | Championnats d'Australie          | Sydney          | 22 mars 2008    |
| 200 m nage libre (relais) | 50 m   | 2 min 10 s 09 | Telstra Trials                    | Sydney          | 12 mars 2005    |
| 100 m papillon (relais)   | 50 m   | 1 min 03 s 36 | Telstra Trials                    | Sydney          | 12 mars 2005    |

| Épreuve                   | Bassin | Temps         | Compétition                                   | Lieu           | Date             |
| 100 m nage libre          | 25 m   | 56 s 90       | Championnats d'Australie en petit bassin      | Melbourne      | 30 août 2007     |
| 50 m dos                  | 25 m   | 26 s 54       | Ch. du monde de natation en petit bassin 2010 | Dubaï (E.A.U.) | 19 décembre 2010 |
| 100 m dos                 | 25 m   | 57 s 36       | Ch. du monde de natation en petit bassin 2010 | Dubaï (E.A.U.) | 16 décembre 2010 |
| 200 m dos                 | 25 m   | 2 min 08 s 88 | Championnats d'Australie en petit bassin      | Brisbane       | 16 juillet 2010  |
| 50 m papillon             | 25 m   | 28 s 80       | Championnats d'Australie en petit bassin      | Melbourne      | 7 août 2005      |
| 100 m nage libre (relais) | 25 m   | 54 s 89       | Championnats d'Australie en petit bassin      | Brisbane       | 17 juillet 2010  |